# Encinitas
Encinitas város az USA Kalifornia államában, San Diego megyében. Lakosainak száma 62 007 fő (2020. április 1.).

## Népesség
A település népességének változása:
| Lakosok száma | 2786 | 59 518 | 62 007 |
|               | 1960 | 2010   | 2020   |